# نينجا أسولت
نينجا أسولت (بالإنجليزية: Ninja Assault)‏ (باليابانية: ニンジャアサルト)، هي لعبة فيديو يابانية من نوع شوتم أب، عرضت اللعبة في صالة الألعاب عام 2000، ثم صدر على منصة بلاي ستيشن 2 عام 2002، وهي من تطوير ونشر شركة نامكو.